# Eugene Teague
Pour les articles homonymes, voir Teague.
Eugene Teague, né le 2 décembre 1989, à Brooklyn, dans l'état de New York, est un joueur américain de basket-ball. Il évolue au poste de pivot.

## Biographie
Le 28 juillet 2014, il signe son premier contrat professionnel, en France, à Évreux.
Le 19 mars 2015, il présente sa démission aux dirigeants du club français.

## Parcours Universitaire
- 2009 - 2011 :  Salukis de Southern Illinois (NCAA I)
- 2012 - 2014 :  Pirates de Seton Hall (NCAA I)

## Clubs successifs
- 2014 - 2015 : 
  -  ALM Évreux Basket (Pro B)
  -  Atletico Argentino Junin (LigA)
- 2015 - 2016 : 
  -  Aries Trikalla BC (ESAKE)
  -  Stella Artois Leuven Bears (Scooore League)
- 2016 - 2017  :  Türk Telekom Ankara (TBL)
- 2017 - 2018 : 
  -  Sluneta Usti nad Labem (NBL)
  -  CD Universidad Catolica de Santiago (Liga Nacional)
  -  Ameghino de Villa Maria (TNA)
- 2018 :  Capitol Montevideo (Metropolitan League)
- 2018-2019 :
  -  AB Ancud (Liga Nacional)
  -  Karesi Spor (TBL)
- 2019-2020 : 
  -  Kharkivski Sokoly (Superleague)
  -  CEB Puerto Montt (Liga Nacional)